# Vertikalkreis (Geometrie)
Ein Vertikalkreis (auch Vertikal genannt) ist im Kontext der Kugelgeometrie ein auf dem mathematischen Horizont senkrecht stehender Großkreis. Alle diese Kreise gehen durch den Zenit und den Nadir des Beobachtungsortes. Der durch den West- und Ostpunkt gehende Vertikalkreis heißt Erster Vertikal, der durch Nord- und Südpunkt verlaufende (Himmels-)Meridian. 
Die von den Vertikalkreisen aufgespannten Ebenen heißen Vertikalebenen, sie stehen orthogonal zur Horizontebene.